# Danquart Anthon Weggeland
Danquart Anthon Weggeland, né le 31 mars 1827 à Kristiansand en Norvège et mort le 2 juin 1918 à Salt Lake City, est un artiste américain, peintre et enseignant, qualifié de « père de l'art en Utah » par l'historien Vern G. Swanson,,.

## Jeunesse et études
Weggeland naît en Norvège, il est le fils d'Anne Norman et d'Aanen Samuelsen Weggeland, instituteur et secrétaire de la cathédrale. Son père meurt, alors qu'il n'a que cinq ans, laissant sa mère seule avec sept enfants et une maigre pension. À neuf ans, avec son aîné, il est envoyé chez son oncle le capitaine Danquart Norman, à Stavanger. Sa mère et le reste de la famille les rejoignent au bout de quelques années, lorsque la maison de Kristiansand est vendue. Très jeune Weggeland s'intéresse au dessin, puis à la peinture. Il étudie auprès d'artistes locaux, H. Krubel et Richard Hansen, puis en 1847, se rend à Copenhague, au Danemark où il fait un apprentissage chez un peintre-décorateur,. Il poursuit, ensuite, sa formation pendant une année à l'Académie royale des beaux-arts du Danemark.

## Conversion et carrière
De retour en Norvège, il travaille comme décorateur de théâtre et réalise des portraits sur commande. En 1854, il participe à une réunion de l'Église de Jésus-Christ des saints des derniers jours, dont il épouse la foi. Lors des réunions de l'Église, il rencontre le peintre et missionnaire mormon Carl Christian Anton Christensen avec qui il noue une très longue amitié. Weggland est envoyé par l'Église en mission en Angleterre, de 1857 à 1860, puis part pour les États-Unis. À New York, il travaille afin de réunir les fonds nécessaires pour rejoindre l'Utah, terre promise des mormons. Dans cette ville, il étudie auprès de deux portraitistes new yorkais, Daniel Huntington et George Peter Alexander Healy.
Weggeland arrive à Salt Lake City en octobre 1862. Il travaille pour le théâtre de la ville, réalisant ses décors, vend des portraits et des toiles représentant les paysages somptueux de l'Utah. En 1863, il est l'un des fondateurs la Deseret Academy, une école des beaux-arts. Grâce à son talent d'enseignant, il va influencer nombre de jeunes artistes, comme James Taylor Harwood, Edwin Evans, John Hafen ou encore Lorus Bishop Pratt. En 1865, il épouse Andrine Mathea Holm, le couple donne naissance à huit enfants, six garçons et deux filles. Weggeland participe à la réalisation des fresques des temples de Logan, Salt Lake City, Manti et Saint-George. En 1893, il se rend à la World's Columbian Exposition de Chicago où, avec plusieurs de ses anciens élèves, il expose ses toiles et reçoit une médaille d'or et une d'argent,. En 1903, des gravures de ses œuvres illustrent le recueil de poèmes, Ballads of life, de Joseph Harvey Ward (1840-1905). Son épouse Andrine meurt en avril 1904. Il se remarie, avec Maritt Poulson, le 30 septembre 1905. Danquart Anthon Weggeland meurt le 2 juin 1918 à Salt Lake City.